# جام ملت‌های زنان آسیا ۱۹۹۷
جام ملت‌های زنان آسیا ۱۹۹۷ یازدهمین دوره رقابت‌های فوتبال جام ملت‌های زنان آسیا بود که توسط ای‌اف‌سی و به میزبانی کشور چین برگزار شد.

## تیم‌های راه‌یافته
- ۱۱ تیم راه‌یافته به جام ملت‌های زنان آسیا ۱۹۹۷:
- قزاقستان
- کرهٔ شمالی
- چین
- کرهٔ جنوبی
- ژاپن
- تایوان
- ازبکستان
- گوآم
- هند
- فیلیپین
- هنگ کنگ